# Bad Boys: Ride or Die
Bad Boys: Ride or Die è un film del 2024 diretto da Adil El Arbi e Bilall Fallah.
Quarto capitolo della saga di Bad Boys, la pellicola è il sequel del film del 2020 Bad Boys for Life, diretto dagli stessi El Arbi e Fallah.

## Trama
Quattro anni dopo la morte di Isabel Aretas, Mike Lowrey sposa la sua fisioterapista, Christine; durante i festeggiamenti, il suo partner Marcus Burnett subisce un lieve infarto ed entra in coma, durante il quale ha una visione del loro defunto capitano, Conrad Howard, che gli dice che non è ancora il suo momento.
Quando Marcus si risveglia, si convince di non poter morire; poco tempo dopo, al notiziario viene rivelato che il capitano Howard era legato alla corruzione perpetrata dai cartelli della droga. Nonostante la reputazione di Howard venga rovinata dalle accuse, Mike e Marcus decidono di dimostrarne l'innocenza con l'aiuto del capitano Rita Secada e del suo nuovo fidanzato, il candidato sindaco Adam Lockwood. 
I due visitano il figlio illegittimo di Mike, Armando Aretas, incarcerato per l'omicidio di Howard, il quale rivela loro che il capitano non era corrotto, ma sapeva chi lo era all'interno del dipartimento di polizia; i corrotti avevano quindi assoldato lui e sua madre per uccidere Howard perché era vicino a denunciarli. Armando, in cambio di uno sconto di pena, si offre di aiutare a identificare il responsabile dell'omicidio di Howard, che ha visto ma di cui non conosce il nome.
Quando i cospiratori tentano di accedere al computer di Howard, l'apparecchio, programmato per attivarsi in questa situazione, cancella il suo contenuto e Mike e Marcus ricevono un video preregistrato dal capitano, il quale li avverte della corruzione all'interno delle forze dell'ordine federali e statali e di non fidarsi di nessuno. Howard indirizza poi il duo al club del loro ex collega hacker Fletcher, che ora gestisce una galleria d'arte, ma alcuni assassini li seguono nel locale e nello scontro a fuoco che ne consegue Fletcher perde la vita; inoltre durante l'inseguimento Mike ha un attacco di panico che consente la fuga agli assassini.
I due con l'aiuto degli agenti AMMO Dorn e Kelly, recuperano un codice QR nascosto in uno schermo video della galleria d'arte, che sblocca un secondo video preregistrato di Howard, che spiega loro dove trovare le prove della sua innocenza.
Nel frattempo Armando viene aggredito da alcuni congiurati travestiti da prigionieri, ma riesce ad ucciderli tutti; Mike e Marcus organizzarono quindi il trasporto aereo di Armando in un luogo più sicuro a Miami. Tuttavia, i cospiratori salgono a bordo mascherati da agenti della SWAT e uccidono il pilota e le guardie, provocando lo schianto dell'elicottero. Mike, Marcus e Armando riescono a sopravvivere, ma a causa di false prove messe dagli assassini (avendo obbligato il pilota prima di ucciderlo a lanciare un falso Sos e usato le loro pistole per gli omicidi), vengono bollati come fuggitivi e perseguitati dalle forze federali e statali, in particolare dalla figlia di Conrad, il maresciallo Judy Howard, che aveva precedentemente giurato vendetta su Armando per aver ucciso suo padre. Quando i cospiratori emettono una taglia di cinque milioni sulle loro teste, i tre si ritrovano braccati anche dai criminali di tutta Miami.
Dopo essere tornati a Miami e scampati ad uno scontro con diversi gangster e i federali, il trio raggiunge Dorn e Kelly, che hanno trovato le prove e dopo averle analizzate, scoprono la mente dietro l'omicidio di Howard e le loro taglie: James McGrath, un ex ranger dell'esercito ed agente della DEA, che fu catturato e torturato brutalmente dal cartello, finché non cedette e rivelò i nomi dei suoi colleghi; da allora ha lavorato con la malavita ed è diventato lui stesso un boss del cartello. Mike avvisa Rita che hanno le prove e sanno chi è il colpevole, ma McGrath rapisce Christine e Callie, la figlia di Judy, mentre questa è in visita alla donna. I suoi uomini tentano poi di prendere in ostaggio la famiglia di Marcus ma questi, grazie alle telecamere di sicurezza, avvisa suo genero Reggie, che avendo un addestramento come Marine, li uccide tutti. Rita, Dorn e Kelly arrestano in seguito Lockwood dopo aver scoperto che ha lavorato per tutto il tempo con McGrath (Mike infatti ha dedotto che era lui la spia poiché aveva autorizzato il trasferimento in elicottero ed era vicino a Rita durante la telefonata), ma quest'ultimo telefona a Mike e gli intima di consegnarsi a lui con Marcus, Armando e tutte le prove raccolte in cambio delle vite di Christine e Callie.
Usando Lockwood come esca, la squadra ingaggia un feroce scontro a fuoco con gli uomini di McGrath in un ex parco divertimenti abbandonato per salvare Christine e Callie; nella battaglia, Mike vince i suoi attacchi di panico grazie agli incoraggiamenti di Marcus, Armando salva Callie dagli uomini di McGrath e Lockwood viene sbranato da un alligatore albino rimasto nella struttura. 
Mike insegue McGrath fino alla spiaggia, ma questi riesce a prendere in ostaggio Christine e Marcus e pone a Mike un ultimatum: scegliere chi tra i due deve morire. Mike, alludendo alla recente convinzione di Marcus di non poter morire, spara a questi sul suo giubbotto antiproiettile, dando modo a lui e a Christine di liberarsi prima di uccidere McGrath. 
Nel frattempo, Judy trova Armando ferito e si prepara ad ucciderlo per vendicare suo padre, ma Callie impedisce alla madre di farlo, dicendole che le ha salvato la vita; grata a malincuore per il suo gesto eroico, Judy risparmia Armando e gli permette di fuggire con l'aiuto di Mike.
Dopo che il duo ed il capitano Howard vengono prosciolti da tutte le accuse e la corruzione del dipartimento di polizia viene smascherata, Mike e Marcus festeggiano la vittoria con un barbecue in pubblico assieme alle loro famiglie e a Reggie, che ha finalmente ottenuto il loro rispetto.

## Produzione
Nel febbraio 2023 Will Smith ha annunciato che lui e Martin Lawrence sarebbero tornati a interpretare rispettivamente Lowrey e Burnett in un quarto capitolo del franchise Bad Boys, ancora una volta diretto da Adil El Arbi e Bilall Fallah. Anche Vanessa Hudgens, Alexander Ludwig, Paola Núñez, Jacob Scipio, Joe Pantoliano e DJ Khaled sono tornati a ricoprire i rispettivi ruoli, mentre Tasha Smith ha sostituito Theresa Randle nel ruolo di Theresa Burnett. I nuovi membri del cast includono Eric Dane, Ioan Gruffudd, Melanie Liburd e Tiffany Haddish.

## Promozione
Il primo trailer è stato diffuso il 26 marzo 2024.

## Distribuzione
Il film è uscito nei cinema italiani il 13 giugno 2024. Nelle sale statunitensi, invece, è uscito il 7 giugno 2024.

## Accoglienza

### Incassi
Il film ha incassato 193573217 $ in Nordamerica e 210970982 $ nel resto del mondo, per un totale di 404544199 $.
In Italia ha incassato 2257320 € con 320186 presenze.

### Critica
Il film è stato accolto in maniera mista dalla critica. Sull'aggregatore di recensioni Rotten Tomatoes ha ottenuto il 65% dei giudizi professionali positivi, con un voto medio di 6 su 10 basato su 250 recensioni, mentre su Metacritic ha un punteggio di 54 su 100 basato su 50 recensioni. In Italia, la recensione di Damiano Panattoni su Movieplayer.it definisce Bad Boys: Ride or Die come «Un film di puro intrattenimento. Nonostante la sceneggiatura sgangherata, mantiene fede ad una promessa che dura da trent'anni», dando al film 3 stelle su 5.